# Gabryel Wolf
Farkas Gábor, művésznevén Gabryel Wolf (1987. június 30.) dalszerző, zenei producer, mastering mérnök.
Pályafutása kezdetén 5 évig pop és eurodance stílusú zenei irányzatokkal ismerkedett, amellett zeneelméletet tanult. 2006-ban Balog Szabolccsal közös zenei karrierbe kezdtek. Club Gangsters néven váltak ismertté. 2008-ban Oliver Twist Hands Up Project néven szólóban folytatta tovább a Club Gangstersben megismert Hands Up stílusú dalok, átdolgozások, remixek készítését, mellyel számos nagyobb sikereket ért el. A német Deep Dance, Future Trance válogatáslemezeken szerepelt, majd 2009-ben az egyre népszerűbb house zenei ágazatok felé nyitott Gabryel Wolf néven. 2009-ben a német Bikini Records kiadó szerződtette őt mint Gabryel Wolf zenei producer. Kiadója révén sikerült bekerülnie a legnagyobb zeneáruházakba. Beatport, iTunes, Armada Music

## Együttesek
- (2006-2008) - Club Gangsters

## Producerként
- 2008-tól - Oliver Twist Hands Up Project (Hands Up stílus)
- 2009-től - Gabryel Wolf (House stílus, fő project)

## Lemezek
- 2009 - (Feel The Sorrow)
- 2011 - (Apocalypse)

## Külső hivatkozások
- Hivatalos honlapja
- Diszkográfia
- Teljes diszkográfia[halott link]